# Окс (титул)
Окс (коми öксы, öксай; коми-перм. öксу — эксай, оксай, где «ай» — мужчина) — коми-зырянский и коми-пермяцкий феодальный титул. Соответствует славянскому термину «князь».

## История
В письменных источниках личности, которых местное население именовало «оксами», впервые упоминаются начиная с XV века. Это были в основном сведения, касающиеся Великопермского княжества. В Перми Вычегодской главы территориальных образований чаще именовались «памами», т.е. верховными жрецами.

## Этимология
Слово имеет древний, общепермский корень (сохранился как в коми-зырянском и коми-пермяцком, так и в удмуртском языке). Ср. удм. эксэй.

## Известные оксы

### Династии
- Великопермские князья
- Вымские князья
- Могильниковы
- Аксёновы

### Личности
- Бурмот
- Зырн
- Исур
- Коч
- Мичкин